# Restlet
Restlet vznikl jako open-source projekt pro programování REST v Javě. První verze byla vydána již v roce 2005. Jeho zakladatel Jérôme Louvel vytvořil tento framework ještě v době, kdy de facto neexistoval žádný jiný REST framework pro Javu a REST se programoval pomocí servletů. Restlet je název pro abstraktní třídu ve frameworku Restlet, od které dědí všechny ostatní třídy, a tak poskytují jakési „jednotné rozhraní“. Restlet běží nad Servlet API a snaží se o jeho nahrazení objekty, které odpovídají pojetí REST. Další propagovanou vlastností je odstranění rozdílného pohledu na klienta a server, kdy by se každý mohl stát klientem i serverem zároveň. Od svého počátku se Restlet již rozdělil na dvě části, a to na Restlet API a Noelios Restlet Engine. Restlet API obsahuje obecné třídy a pomocné mechanismy pro registrování Restlet implementace, přičemž Noelios Restlet Engine je jeho referenční implementací.